# Янг, Джимми (радиоведущий)
Джимми Янг (настоящее имя — сэр Лесли Рональд Янг (англ. Sir Leslie Ronald Young); 21 сентября 1921, Синдерфорд, Глостершир, Великобритания — 7 ноября 2016) — английский певец, диджей и радиоведущий. В начале своей карьеры в 1950-х годах он написал две композиции, которые в 1955 году заняли первую строчку в чарте UK Singles: Unchained Melody и The Man from Laramie, а также ряд других, которые попадали в десятку хитов в британском чарте. Однако наибольшую известность он приобрел в качестве ведущего шоу на BBC Radio 2.

## Ранние годы
Родился в обычной семье пекаря и портнихи, посещал East Dean Grammar School. После развода родителей в 1939 году он переехал в Южный Уэльс, где работал электриком. Впоследствии поступил в Воздушных сил Великобритании, где служил до 1949 года в должности инструктора по физической подготовке.

## Карьера певца
1950 года он подписал контракт с Polygon Records, с которым уже сотрудничали Петула Кларк, Луи Прима и Дороти Сквайр. Все его песни записывались под руководством Рона Гудвина. Гудвин позже говорил, что всегда любил работать с Янгом, потому что «он всегда работал с таким энтузиазмом. Он считал, что все, что мы сделали, станет хитом». Самой популярной композицией стала «Too Young» (1951), кавер-версия на оригинал Нэта Кинга Коула. Того же года, он записал две песни в дуэте с Петулою Кларк: «Mariandl» и «Broken Heart».

## Диджей и радиоведущий
После работы на Radio Luxembourg перешёл на радиостанцию BBC, как один из первых диск-жокеев на BBC Radio 1, где с 1967 по 1973 год вел ежедневные утренние шоу . С 1973 года работал на BBC Radio 2, где вплоть до завершения карьеры в конце 2002 года вел регулярную программу (которую называл 'The JY Prog').
20 сентября 2011 года он выступил на BBC Radio 2 в специальной часовой программе Sir Jimmy Young at 90, посвящённой его 90-летию.

## Награды
В 1979 году получил Орден Британской империи класса OBE, а в 1993 — CBE. В начале 2002 года ему было даровано рыцарское звание за службу в сфере радиовещания.

## Книги
- Young, Jimmy. J.Y.: An Autobiography Of Jimmy Young (неопр.). — W.H. Allen[англ.], 1974. — ISBN 978-0491013710.
- Young, Jimmy. Forever Young: The Autobiography (неопр.). — Hodder & Stoughton[англ.], 2003. — ISBN 978-0340734377.

## Чарты

### Unchained Melody
| Чарт (1955)                     | Высшая позиция |
| ------------------------------- | -------------- |
| Великобритания (OCC UK Singles) | 1              |
| Великобритания (Record Mirror)  | 2              |